# Borgskogens naturreservat
Borgskogens naturreservat är ett naturreservat i Norrtälje kommun i Stockholms län.
Området är naturskyddat sedan 1995 och är 37 hektar stort. Reservatet omfattar ett område med skog och våtmark. Reservatet består av  barrskog och sumpskog